# Taylor Barnard
Taylor Barnard (Norwich, 1 de junho de 2004), é um automobilista britânico que recentemente competiu na Fórmula E pela equipe da McLaren. Ele fez sua estreia na Fórmula E com a McLaren no ePrix de Mônaco de 2024 e é atualmente o piloto mais jovem a começar uma corrida, o mais jovem pontuador, o mais jovem a alcançar um pódio e o mais jovem a fazer uma pole position na Fórmula E. Barnard foi vice-campeão da ADAC Fórmula 4 em 2022, bem como era um protegido do campeão mundial de Fórmula 1, Nico Rosberg.

## Carreira

### Kart
Barnard começou no kart em 2012, onde conquistou diversos campeonatos nacionais, como o Super 1 em 2017, a LGM Series na categoria IAME Cadete e o Kartmasters por duas oportunidades.
Em 2018, ele se juntou à Rosberg Racing Academy, de propriedade do campeão da F1 de 2016 Nico Rosberg, e passou para os campeonatos europeus, nos quais conquistou títulos, como o WSK Champions Cup, além de ter sido duas vezes vice-campeão mundial.

### Fórmula 4

#### F4 Italiana
Barnard fez a transição para os monopostos em 2020, competindo em três rodadas do Campeonato Italiano de Fórmula 4 pela equipe AKM Motorsport, pertencente a Marco Antonelli, pai de Andrea Kimi Antonelli, seu rival desde os tempos do kart. Em oito corridas disputadas, Barnard conseguiu pontuar em duas oportunidades.
Em 2022, Barnard voltou para a F4 Italiana, pilotando pela recém-formada equipe PHM Racing ao lado de Nikita Bedrin e Jonas Ried. Ele alcançou o pódio no circuito de Vallelunga e terminou em oitavo na classificação.

#### F4 Emiradense
Barnard começou 2022 competindo no Campeonato de Fórmula 4 dos Emirados Árabes Unidos em janeiro, com a PHM, conquistando a primeira vitória dele e de sua equipe em Yas Marina. Mas nas provas seguintes, Barnard sofreu por problemas de confiabilidade relacionados ao carro, com o britânico terminando em nono na geral.

#### F4 Alemã
Em 2021, Barnard se uniu à BWR Motorsports, equipe afiliada ao seu mentor Nico Rosberg, para disputar a ADAC Fórmula 4. Porém, após apenas três rodadas, nas quais Barnard alcançou como melhor resultado o quarto lugar, sua equipe foi forçada a perdeu dois eventos e só voltou para o final da temporada. Com isso, o britânico terminou em décimo sétimo no campeonato, com dezessete pontos.

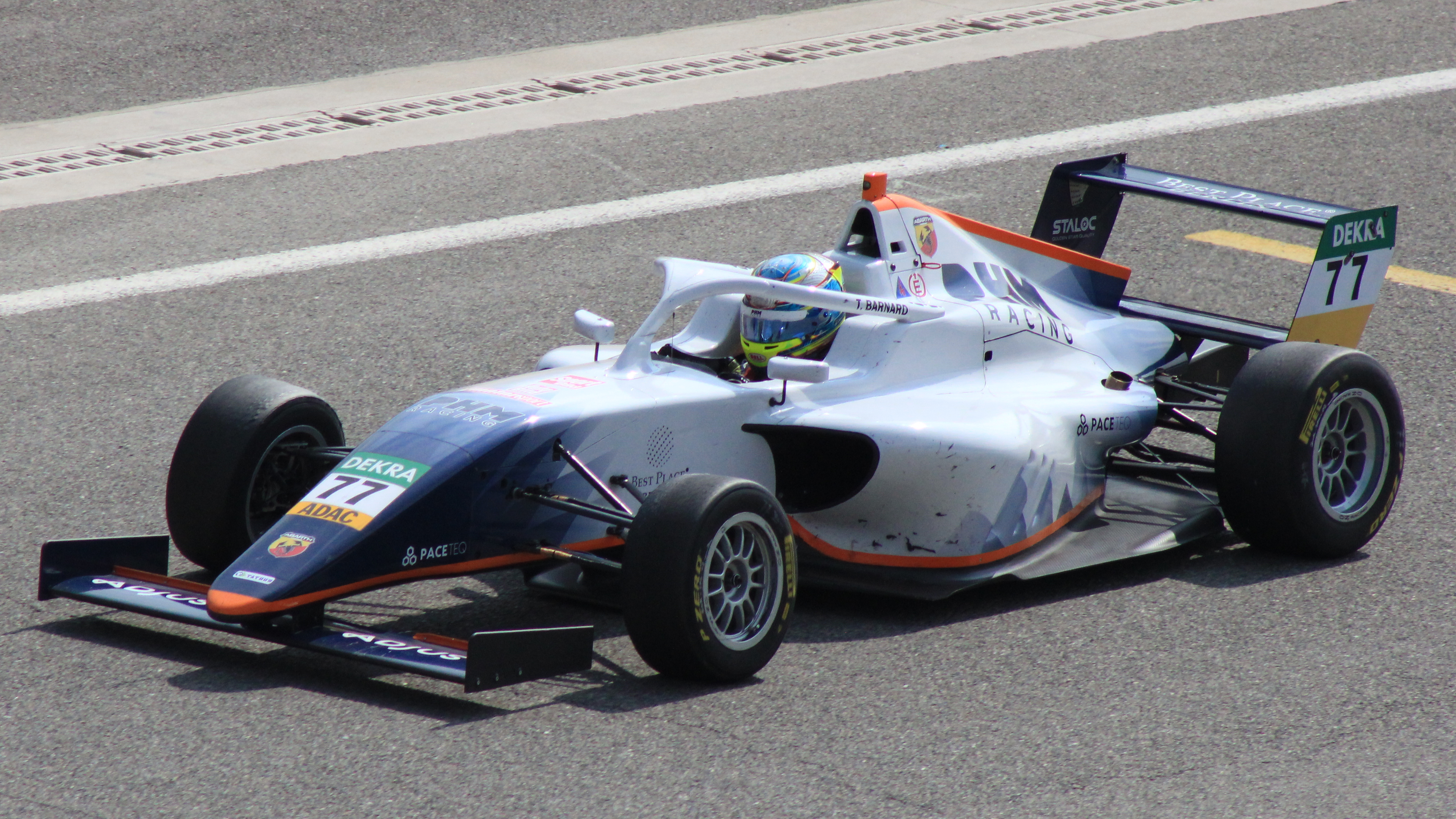
Barnard pilotando o carro da PHM em Spa-Francorchamps em 2022

Em 2022, sua campanha na F4 Alemã teria mais sucesso. O britânico competiu com a PHM, equipe na qual correu nos outros campeonatos de F4 que disputou nesta temporada. Depois de ter largado com dois sextos lugares e uma colisão com o companheiro de equipe Ried em Spa-Francorchamps, o britânico viveu um fim de semana mais positivo em Hockenheimring, conquistando dois pódios. Depois de mais pontos em Zandvoort, o evento em Nürburgring tornou-se um ponto de virada para Barnard. Depois de conquistar sua primeira vitória da temporada na Corrida 1, devido a uma penalidade de cinco segundos para o líder Andrea Kimi Antonelli por uma largada rápida, Barnard se defendeu de seu rival italiano na Corrida 2 e conquistou outra vitória. Com o líder do campeonato Antonelli ausente da penúltima ronda de Lausitzring, Barnard capitalizaria, vencendo duas corridas e terminando em segundo na Corrida 1, num fim de semana caracterizado por uma série de batalhas com o seu companheiro de equipe Nikita Bedrin.
Apesar disso, Barnard não conseguiria conquistar o título, embora tivesse outro par de pódios no final da temporada, incluindo uma vitória na corrida final, com o britânico se tornando vice-campeão da ADAC F4, ficando atrás de Antonelli por 47 pontos.

### Fórmula Regional do Oriente Médio
Durante os primeiros meses de 2023, Barnard competiu na primeira edição do Campeonato de Fórmula Regional do Oriente Médio com a PHM Racing. Ele fez sete pódios em quinze corridas, vencendo duas vezes e disputando o título com Andrea Kimi Antonelli, mas acabou as duas corridas da rodada final fora dos pontos, e assim, foi vice-campeão, com Antonelli tendo 40 pontos de vantagem sobre ele.
Barnard competiu na FRMEC novamente em 2024 com a PHM AIX Racing, onde mais uma vez terminou como vice-campeão. Ele fez quatro poles, venceu cinco vezes e terminou a temporada com 176 pontos, com 79 de desvantagem sobre o campeão Tuukka Taponen.

### Fórmula 3

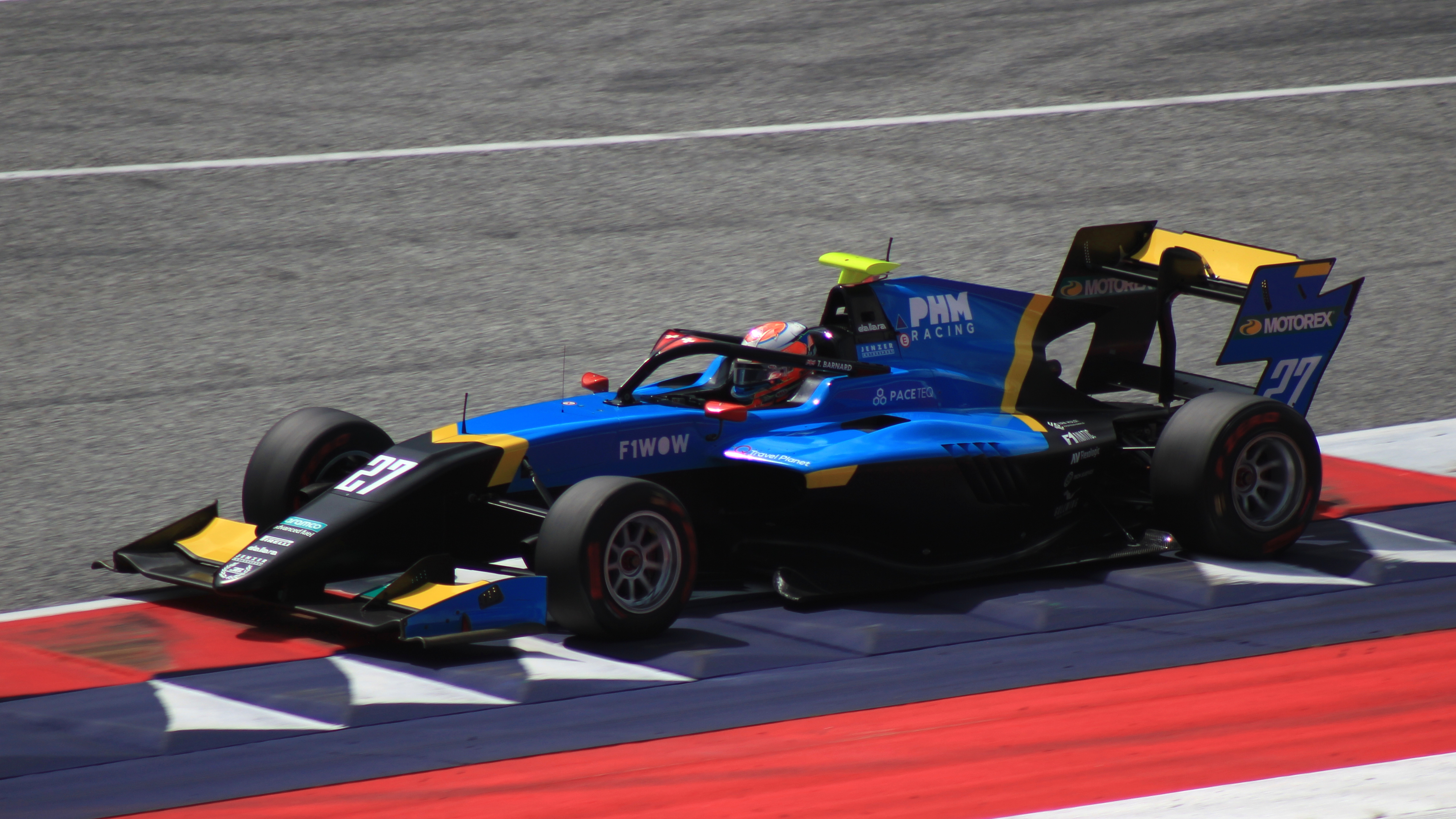
Barnard pilotando o carro da Jenzer no Red Bull Ring em 2023

No final de 2022, Barnard, junto com seu companheiro de equipe na Fórmula 4, Nikita Bedrin e o piloto do Eurofórmula Open, Alex García, participou do teste de pós-temporada do Campeonato de Fórmula 3 da FIA para a equipe Jenzer Motorsport. Em 31 de janeiro de 2023, Barnard foi anunciado como o último piloto da Jenzer para completar sua lista para a disputa da temporada de 2023, ao lado de Bedrin e García.
Barnard mostrou consistência ao pontuar por cinco corridas seguidas, e na rodada de Spa-Francorchamps, ele conseguiu seus dois primeiros pódios e também sua primeira vitória na corrida principal. Ele fez mais um pódio em Monza e terminou a temporada em décimo.

### Fórmula 2

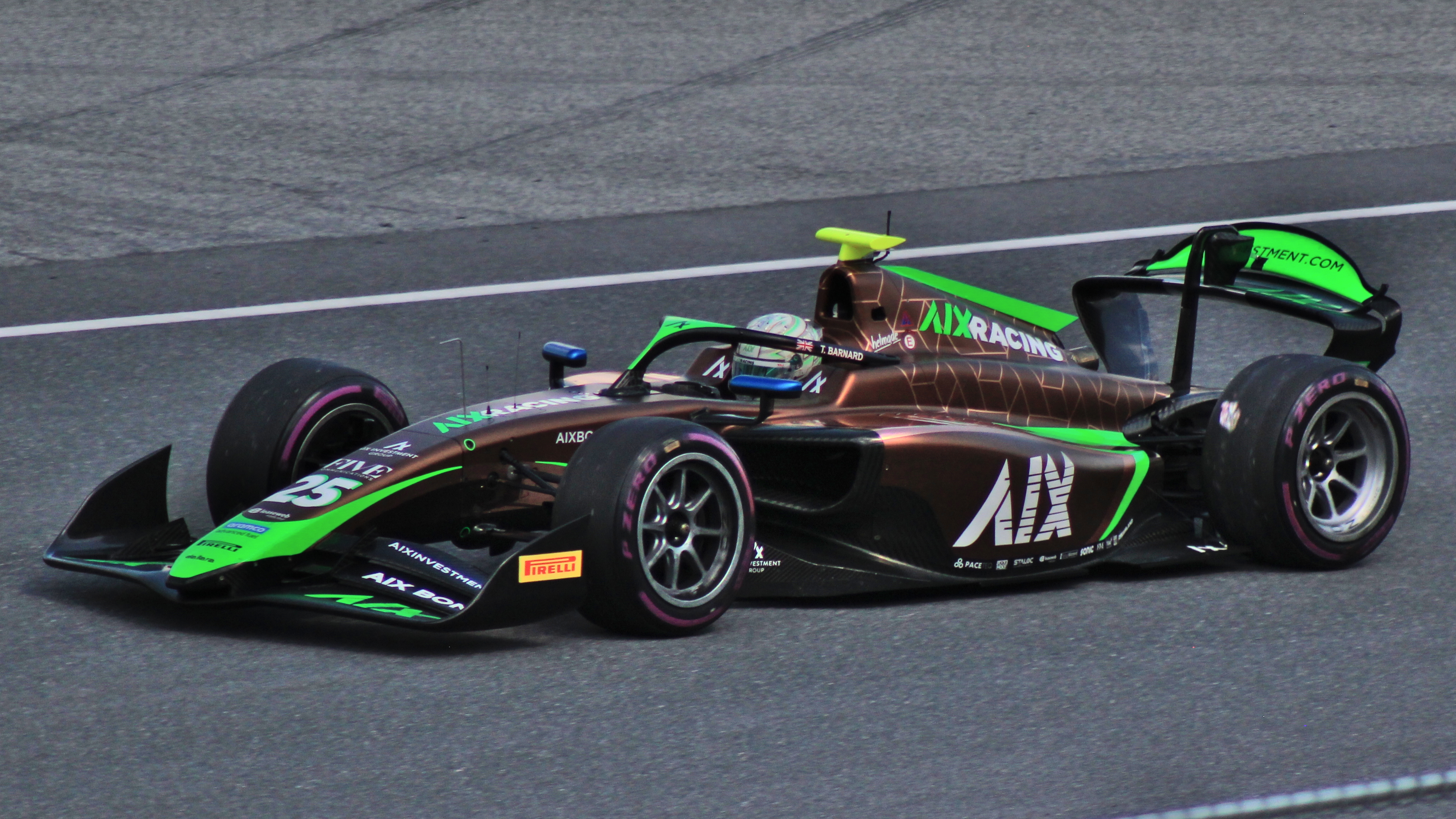
Barnard no carro da AIX na etapa da Áustria da Fórmula 2 em 2024

Em fevereiro de 2024, foi anunciado que Barnard avançaria para a Fórmula 2 com a equipe PHM AIX Racing para a disputa da temporada de 2024, juntando-se ao paraguaio Joshua Dürksen na equipe. Na rodada de Mônaco, o piloto conquistou sua primeira vitória na Fórmula 2 na corrida sprint. No final de agosto, Barnard assinou um contrato para competir pela McLaren na temporada de 2024–25 da Fórmula E e posteriormente encerrou sua campanha na Fórmula 2, sendo substituído por Niels Koolen. No momento em que deixou a F2, Barnard estava em vigésimo, com 18 pontos, mas despencou uma posição após ser ultrapassado por Dino Beganovic, que em apenas quatro corridas, o superou em quatro pontos, deixando Barnard com o 21º lugar. O britânico também perdeu o duelo com seu companheiro de equipe, pois Dürksen, que já tinha sete pontos a mais que Barnard até a rodada da Bélgica, somou mais 62 pontos nas rodadas restantes, indo a 87 e ficando onze posições acima de Barnard.

### Fórmula E
Em outubro de 2023, Barnard participou dos testes de pré-temporada da Fórmula E para a temporada de 2023–24 com a equipe da McLaren como parte de um teste obrigatório para novatos. Participou na sessão de abertura da prova e terminou na sétima posição, a pouco menos de meio segundo do tempo mais rápido estabelecido por Mitch Evans. Ele também terminou a sessão como o piloto novato mais rápido. Em janeiro de 2024, Barnard foi contratado como piloto reserva da McLaren para a temporada.

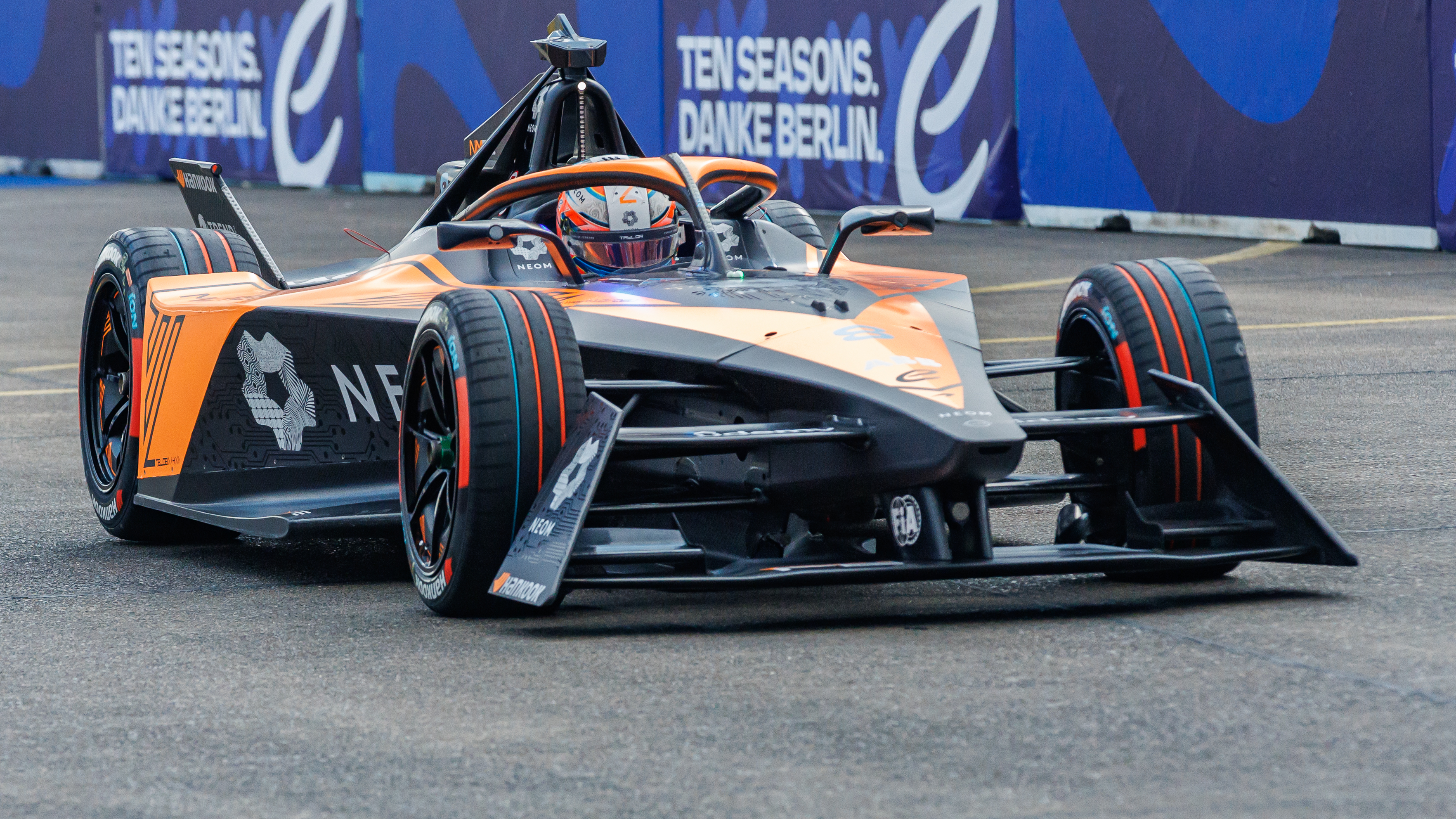
Barnard no carro da McLaren na corrida de Berlim de 2024

Ele fez sua estreia na Fórmula E no ePrix de Mônaco de 2024 com a McLaren a partir do segundo treino livre, substituindo Sam Bird, que sofreu uma lesão na mão em um acidente no primeiro treino livre. Ele se classificou em 22º e terminou sua corrida de estreia em 14º, tornando-se o mais jovem e o primeiro piloto adolescente de Fórmula E a iniciar uma corrida. Barnard continuou substituindo Bird no evento seguinte, o ePrix de Berlim, onde fez história novamente ao pontuar nas duas corridas da rodada, ficando em décimo na primeira e em oitavo na segunda.
Assim, Barnard encerrou a temporada na vigésima segunda posição, com cinco pontos, sendo superior aos outros pilotos que estrearam na mesma situação que a dele, e ficando um ponto à frente de Lucas di Grassi, que fez a temporada completa.
Após a saída de Jake Hughes no final da temporada de 2023–24, Barnard foi promovido a piloto em tempo integral e se tornou parceiro de Bird na temporada de 2024–25. Já na primeira prova em São Paulo, Barnard fez história quando, aos 20 anos e 189 dias, ficou em terceiro lugar e se tornou o mais jovem piloto da Fórmula E a fazer um pódio. O britânico, assim como seu companheiro Sam Bird, foram beneficiados dos acidentes e das punições que ocorreram naquela prova, e ele ainda teve que superar punições que sofreu por excesso de potência e por ter trocado a asa. Por conta disso, Barnard admitiu estar surpreso com seu resultado.
Em 15 de fevereiro de 2025, durante o final de semana do ePrix de Gidá, Barnard voltou a fazer história ao ser o mais jovem a conquistar a pole position na corrida 2 da prova saudita. O britânico da McLaren fez o tempo de 1:14:804, ficando quatro décimos à frente de Oliver Rowland, seu compatriota da Nissan e antigo mentor. Com esse feito, Barnard bateu o recorde que pertencia a Daniel Abt, que foi pole no ePrix de Long Beach aos 22 anos e 4 meses. Barnard chegou a brigar pela vitória com Rowland, mas acabou em segundo lugar, coroando o bom final de semana dele, já que o jovem britânico vinha de outro pódio na corrida 1.
Barnard fez mais uma pole na corrida 1 de Mônaco, beneficiado por uma batida de Rowland durante a fase final dos duelos, mas acabou essa prova em décimo quinto. Ele conquistou mais dois pódios ao ser terceiro na corrida 1 do ePrix de Tóquio e na corrida 1 do ePrix de Xangai, chegando a ter remotas chances de brigar pelo título, mas Taylor terminou a temporada em quarto, com 112 pontos, apenas um a mais do que o veterano António Félix da Costa. Barnard ainda superou o companheiro Bird por ampla margem, pois o veterano britânico foi apenas o décimo oitavo colocado, com menos de um terço dos pontos do estreante. Todavia, essa foi a última temporada de Barnard com a McLaren, já que a equipe anunciou que encerraria suas operações na F-E em 2025.

## Resultados

### Resumo da carreira
| Temporada | Categoria                         | Equipe                      | Corridas | Vitórias | Poles | V.M.R. | Pódios | Pontos | Pos. |
| --------- | --------------------------------- | --------------------------- | -------- | -------- | ----- | ------ | ------ | ------ | ---- |
| 2020      | Fórmula 4 Italiana                | AKM Motorsport              | 8        | 0        | 0     | 0      | 0      | 2      | 26º  |
| 2021      | ADAC Fórmula 4                    | BWR Motorsports             | 12       | 0        | 0     | 0      | 0      | 17     | 17º  |
| 2021      | Copa Drexler Automotriz Fórmula 4 | BWR Motorsports             | 2        | 0        | 0     | 1      | 1      | 28     | 5º   |
| 2022      | Fórmula 4 Emiradense              | PHM Racing                  | 20       | 1        | 0     | 0      | 1      | 80     | 9º   |
| 2022      | Fórmula 4 Italiana                | PHM Racing                  | 20       | 0        | 0     | 0      | 0      | 103    | 8º   |
| 2022      | ADAC Fórmula 4                    | PHM Racing                  | 18       | 5        | 3     | 3      | 9      | 266    | 2º   |
| 2023      | Fórmula Regional do Oriente Médio | PHM Racing                  | 15       | 2        | 0     | 3      | 7      | 152    | 2º   |
| 2023      | Fórmula 3                         | Jenzer Motorsport           | 18       | 1        | 0     | 0      | 3      | 72     | 10º  |
| 2023-24   | Fórmula E                         | NEOM McLaren Formula E Team | 3        | 0        | 0     | 0      | 0      | 5      | 22º  |
| 2024      | Fórmula Regional do Oriente Médio | PHM AIX Racing              | 15       | 5        | 4     | 1      | 6      | 176    | 2º   |
| 2024      | Fórmula 2                         | AIX Racing                  | 20       | 1        | 0     | 0      | 1      | 18     | 21º  |
| 2024-25   | Fórmula E                         | NEOM McLaren Formula E Team | 16       | 0        | 2     | 1      | 5      | 112    | 4º   |
| Fonte:    |                                   |                             |          |          |       |        |        |        |      |

(*) Temporada ainda em andamento

### Resultados completos da Fórmula E
(Legenda) (Corridas em negrito indicam pole position; corridas em itálico indicam a volta mais rápida)
| Ano     | Equipe                      | Chassi             | Trem de força     | 1     | 2      | 3     | 4     | 5   | 6   | 7   | 8      | 9      | 10    | 11  | 12  | 13  | 14  | 15  | 16  | Pos. | Pts. |
| ------- | --------------------------- | ------------------ | ----------------- | ----- | ------ | ----- | ----- | --- | --- | --- | ------ | ------ | ----- | --- | --- | --- | --- | --- | --- | ---- | ---- |
| 2023–24 | NEOM McLaren Formula E Team | Fórmula E Gen3     | Nissan e-4ORCE 04 | MEX   | DRH    | DRH   | SAP   | TOK | MIS | MIS | MCO 14 | BER 10 | BER 8 | SHA | SHA | POR | POR | LDN | LDN | 22º  | 5    |
| 2024–25 | NEOM McLaren Formula E Team | Fórmula E Gen3 Evo | Nissan e-4ORCE 05 | SAP 3 | MEX 14 | JED 3 | JED 2 | MIA | MCO | MCO | TOK    | TOK    | SHA   | SHA | JAK | BER | BER | LDN | LDN | 2º*  | 51*  |